# 国道398号

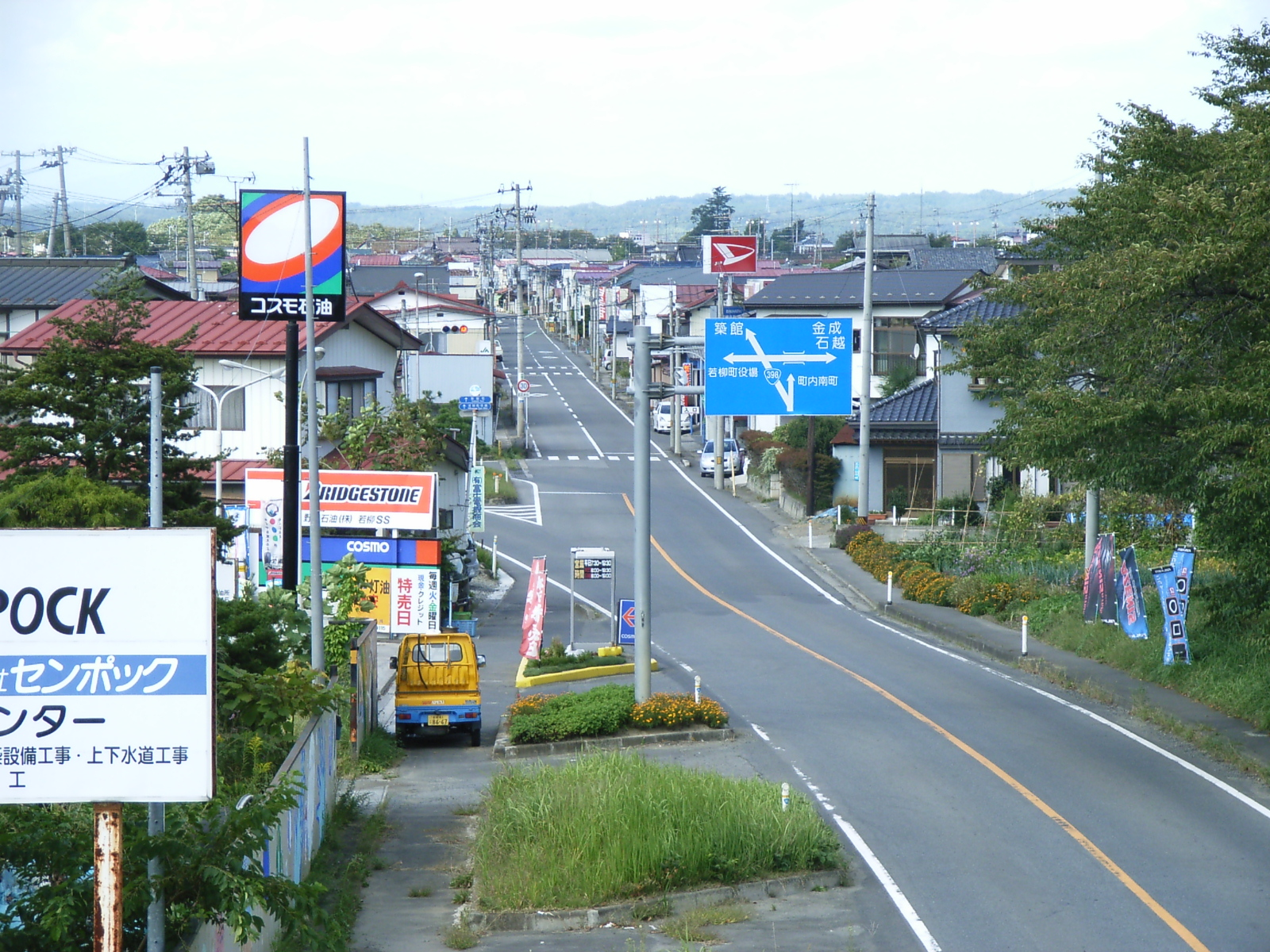
宮城県栗原市若柳（2005年9月）

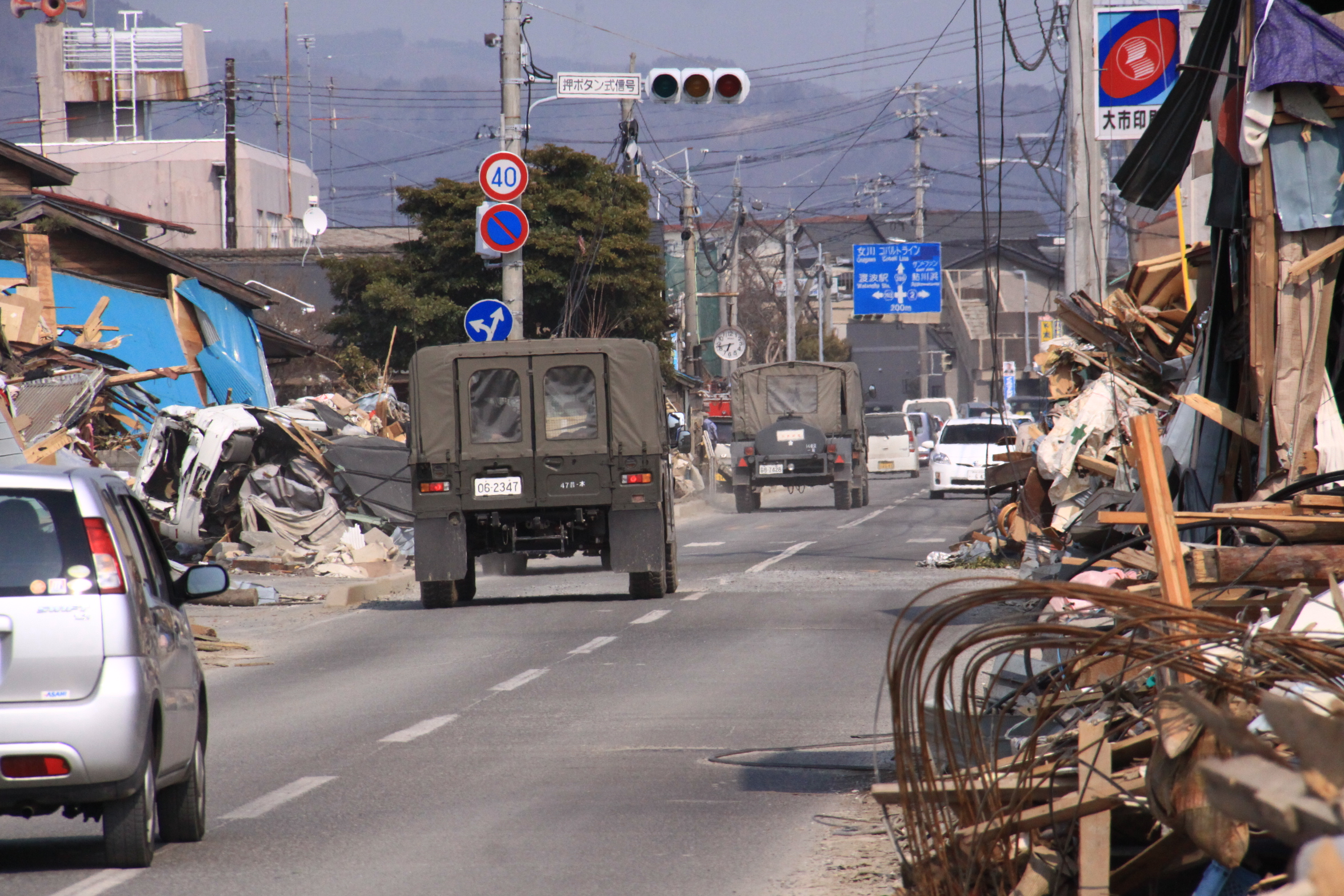
東日本大震災後の国道398号
宮城県石巻市大宮町（2011年3月）

国道398号（こくどう398ごう）は、宮城県石巻市から登米市を経由して、秋田県由利本荘市に至る一般国道である。

## 概要
太平洋に面する石巻市から日本海に面する由利本荘市まで、東北地方の中央部を横断する道路として設定されている。経路の中央部分は、秋田県湯沢市と宮城県栗原市を花山峠・湯浜峠越えで結ぶ小安街道（湯浜街道）である。それより東の宮城県側では、県北の栗原市・登米市・南三陸町を東西に結ぶ。しかし、登米市と石巻市の間には南北に直結する国道45号があり、大きく東に遠回りになる398号は登米・石巻間の交通路として選択される道ではない。石巻市から東に女川町に通じる女川街道、女川町から三陸海岸沿いに南三陸町まで続く道路、南三陸町から内陸に入って登米に通じる本吉街道は、それぞれ個別に地域間交通で重要な道路である。秋田県側では湯沢市から由利本荘市に通じるが、国道107号との重複区間を除けば、由利本荘市と横手市を結ぶ本荘街道からは外れた脇道となる。

### 路線データ
一般国道の路線を指定する政令に基づく起終点および重要な経過地は次のとおり。
- 起点：石巻市（門脇元浦屋敷（通称・大街道新橋） = 国道45号交点）
- 終点：本荘市[注釈 2]（由利本荘市、本荘大橋南詰交差点 = 国道7号交点、国道105号起点、国道107号・国道108号終点）
- 重要な経過地：宮城県牡鹿郡女川町・同県本吉郡志津川町[注釈 3]・同県登米郡中田町[注釈 4]・同郡迫町[注釈 4]・同県栗原郡築館町[注釈 5]・同郡一迫町[注釈 5]・同郡花山村[注釈 5]・湯沢市[注釈 6]・秋田県由利郡東由利町[注釈 2]
- 総延長 : 282.5 km（宮城県 178.7 km、秋田県 103.8 km）重用延長を含む。[2][注釈 7]
- 重用延長 : 38.5 km（宮城県 9.5 km、秋田県 29.0 km）[2][注釈 7]
- 未供用延長 : なし[2][注釈 7]
- 実延長 : 244.0 km（宮城県 169.2 km、秋田県 74.9 km）[2][注釈 7]
  - 現道 : 231.2 km（宮城県 157.9 km、秋田県 73.2 km）[2][注釈 7]
  - 旧道 : 4.8 km（宮城県 4.6 km、秋田県 0.2 km）[2][注釈 7]
  - 新道 : 8.0 km（宮城県 6.6 km、秋田県 1.4 km）[2][注釈 7]
- 指定区間：国道45号と重複する区間（宮城県本吉郡南三陸町・折立交差点 - 十日町交差点）[3]

## 歴史
- 1982年（昭和57年）4月1日 - 一般国道398号（湯沢市 - 石巻市）として指定施行[4]。
  - 旧宮城県道・石巻女川線、女川志津川線、湯沢築館志津川線を国道に昇格させた。
- 1993年（平成5年）4月1日 - 一般国道398号（石巻市 - 本荘市）として指定施行[5]。
- 2008年（平成20年）
  - 6月14日 - 岩手・宮城内陸地震により秋田県と宮城県の県境を挟む区間で土砂崩れが発生し、宮城県栗原市花山字松野原 - 秋田県湯沢市畑等字小安奥山間が全面通行止めとなった。また、秋田県湯沢市畑等字小安奥山 - 秋田県湯沢市皆瀬大湯（大湯ゲート）は夜間（17:00から翌7:00まで）通行止めとなった。
  - 10月10日 - 大湯道路（秋田県湯沢市皆瀬小安奥山地内）が全線開通。
- 2009年（平成21年）12月12日 - 石巻バイパス（南境工区：石巻市蛇田 - 石巻市南境区間）が部分開通。
- 2010年（平成22年）9月18日 - 岩手・宮城内陸地震による通行止区間の復旧作業が完了。2年3か月ぶりに全線で一般通行が可能となった[6]。
- 2011年（平成23年）3月11日 - 東北地方太平洋沖地震（東日本大震災）に伴う大津波により被災し宮城県沿岸部が通行止めとなった。新北上川河口に近い新北上大橋の一部の桁が落橋（同年10月17日仮橋で復旧済）[7][8]。
- 2018年（平成30年）11月17日 - 石巻バイパスの大瓜工区（3.4 km）が開通。
- 2021年（令和3年）
  - 11月20日 - 崎山トンネル（710 m）含む崎山工区（1.0 km）が開通[9]。
  - 12月23日 - 相川復興道路（1.9 km）が全線開通[10]。
- 2022年（令和4年）12月28日 - 雄勝復興道路事業（3.04 km）が全線開通[11]。

## 路線状況
女川町 - 石巻市雄勝町の山間部は、24時間連続雨量120 mmで通行止め規制。宮城県と秋田県境の花山峠は、冬季通行止めとなる。

### 通称
- 女川街道（石巻市中心部 - 女川町）
- リアスブルーライン（女川町石浜 - 南三陸町戸倉間： 1963年6月1日開通）
- 本吉街道（南三陸町 - 登米市）
- 登米街道（登米市 - 栗原市）
- 小安街道・湯浜街道（栗原市 - 湯沢市）
- 本荘街道（由利本荘市内の国道107号との重複区間）

### バイパス
- 石巻バイパス（石巻北部バイパス・石巻市）

2009年（平成21年）12月12日、国道45号蛇田字東道下（日赤病院北） - 宮城県道33号石巻河北線大瓜（棚橋）間の南境工区2.7 kmが部分開通。棚橋より東の稲井小学校付近までの大瓜工区3.4 kmについては2018年（平成30年）11月17日に開通した。国道398号に合流する終点の沢田（折立）までの真野工区4.7 kmの開通予定は未定。日赤病院前を通る、既設の石巻市の都市計画道路・石巻工業港曽波神線と合わせ、三陸沿岸道路（三陸縦貫自動車道）石巻河南ICと女川町方面を短絡する目的をもつ。
三陸沿岸道路・石巻女川IC - 本バイパスの起点（蛇田字東道下）との間に建設される宮城県道296号石巻女川インター線とあわせて2015年10月4日に開通。
- 中里バイパス（旧称・石巻バイパス。現・石巻市道・中埣橋石巻大橋伊原津線の一部：石巻市）
- 牧山道路（石巻市・無料開放済）
- 日和大橋（石巻市・無料開放済）
- 北方バイパス（登米市 - 栗原市）[15]
- 大湯道路（秋田県湯沢市）

### 重複区間
- 国道45号（宮城県本吉郡南三陸町戸倉字転石・折立交差点 - 本吉郡南三陸町志津川字五日町・十日町交差点）
- 国道342号（宮城県登米市中田町浅水字長谷山・長谷山三差路 - 登米市中田町浅水下川面・新小路交差点）
- 国道346号（宮城県登米市中田町宝江黒沼字大海崎・黒沼十文字交差点 - 登米市迫町佐沼字末広・桑原スタンド前交差点）
- 国道457号（宮城県栗原市一迫字大栗・大栗交差点 - 栗原市花山草木沢中出山・打越南交差点）
- 国道107号（秋田県由利本荘市東由利舘合 - 終点）
- 国道105号（秋田県由利本荘市・一番堰交差点 - 終点）
- 国道108号（秋田県由利本荘市・二番堰交差点 - 終点）

### 道路施設

#### 橋梁
- 宮城県
  - 曽波神大橋（旧北上川、石巻市：橋長665.3 m）[16]
  - 新北上大橋（北上川、石巻市：橋長565.7 m）[16]

#### トンネル
- 宮城県
  - 新水界トンネル（登米市：延長397.0 m、高さ4.7 m、1981年竣工）[17]
  - 分波トンネル（石巻市：延長462.0 m、高さ4.7 m、2006年竣工）[17]
  - 釜谷トンネル（石巻市：延長995.0 m、高さ4.7 m、1986年竣工）[17]
  - 白浜トンネル（石巻市：延長465.0 m、高さ4.7 m、1992年竣工）[17]
  - 十三浜トンネル（石巻市：延長537.0 m、高さ4.7 m、1995年竣工）[17]

#### スノーシェッド
- 宮城県
  - 湯浜スノーシェッド1号（栗原市：延長88.5 m）[18]
  - 湯浜スノーシェッド2号（栗原市：延長240.0 m）[18]

#### 道の駅
- 宮城県
  - おながわ（牡鹿郡女川町）
  - さんさん南三陸（本吉郡南三陸町）
  - 路田里はなやま（栗原市）
- 秋田県
  - うご（雄勝郡羽後町）
  - 東由利（由利本荘市） - 国道107号重複区間

### 通行制限区間
| 区間                                        | 規制内容                                                                                   |
| ------------------------------------------- | ------------------------------------------------------------------------------------------ |
| 女川町石浜字崎山 - 石巻市雄勝町船戸         | 1時間雨量30 mm以上もしくは24時間連続雨量120 mm以上を観測した場合この区間が通行止めとなる。 |
| 宮城県栗原市花山温湯 - 秋田県湯沢市皆瀬大湯 | 11月下旬頃から翌年4月下旬頃までこの区間が冬季閉鎖となる。                                  |

## 地理

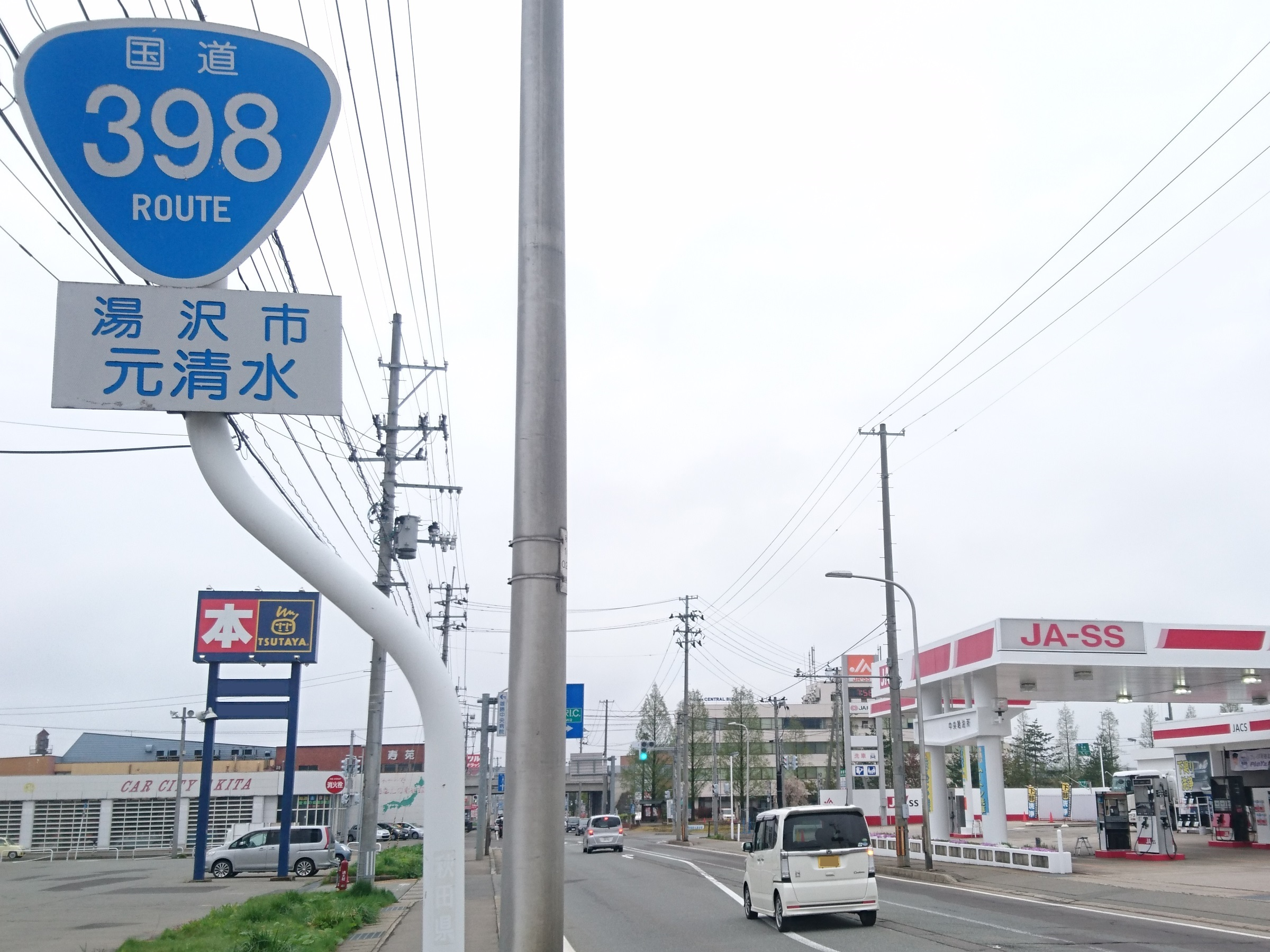
湯沢IC付近（2016年5月）

### 通過する自治体
- 宮城県
  - 石巻市 - 牡鹿郡女川町 - 石巻市 - 本吉郡南三陸町 - 登米市 - 栗原市 - 大崎市 - 栗原市
- 秋田県
  - 湯沢市 - 雄勝郡羽後町 - 由利本荘市

### 交差する道路
| 交差する道路                                                                 | 都道府県名 | 市町村名   | 市町村名   | 交差する場所           | 交差する場所            |
| ---------------------------------------------------------------------------- | ---------- | ---------- | ---------- | ---------------------- | ----------------------- |
| 国道45号                                                                     | 宮城県     | 石巻市     | 石巻市     | 門脇字元浦屋敷         | 起点                    |
| 国道45号 重複区間起点                                                        | 宮城県     | 本吉郡     | 南三陸町   | 戸倉字転石             | 折立交差点              |
| 国道45号 重複区間終点                                                        | 宮城県     | 本吉郡     | 南三陸町   | 志津川字五日町         | 十日町交差点            |
| E45 三陸沿岸道路                                                             | 宮城県     | 登米市     | 登米市     |                        | 16 登米東和IC           |
| 国道342号 重複区間起点                                                       | 宮城県     | 登米市     | 登米市     | 中田町浅水字長谷山     | 長谷山三差路            |
| 国道342号 重複区間終点                                                       | 宮城県     | 登米市     | 登米市     | 中田町浅水下川面       | 新小路交差点            |
| 国道346号 重複区間起点                                                       | 宮城県     | 登米市     | 登米市     | 中田町宝江黒沼字大海崎 | 黒沼十文字交差点        |
| 国道346号 重複区間終点                                                       | 宮城県     | 登米市     | 登米市     | 迫町佐沼字末広         | 桑原スタンド前交差点    |
| 国道4号                                                                      | 宮城県     | 栗原市     | 栗原市     | 築館伊豆1丁目          |                         |
| 国道457号 重複区間起点                                                       | 宮城県     | 栗原市     | 栗原市     | 一迫字大栗             | 大栗交差点              |
| 国道457号 重複区間終点                                                       | 宮城県     | 栗原市     | 栗原市     | 花山草木沢中出山       | 打越南交差点            |
| 国道13号                                                                     | 秋田県     | 湯沢市     | 湯沢市     | 表町4丁目              | 表町4丁目交差点         |
| E13 湯沢横手道路                                                             | 秋田県     | 湯沢市     | 湯沢市     | 元清水4丁目            | 湯沢IC入口交差点 湯沢IC |
| 国道107号 重複区間起点                                                       | 秋田県     | 由利本荘市 | 由利本荘市 | 東由利舘合字久保       |                         |
| 国道105号 重複区間起点                                                       | 秋田県     | 由利本荘市 | 由利本荘市 | 一番堰                 | 一番堰交差点            |
| 国道108号 重複区間起点                                                       | 秋田県     | 由利本荘市 | 由利本荘市 | 二番堰                 | 二番堰交差点            |
| 国道7号 国道105号 重複区間終点 国道107号 重複区間終点 国道108号 重複区間終点 | 秋田県     | 由利本荘市 | 由利本荘市 | 水林                   | 水林交差点 / 終点       |

### 主な峠
- 花山峠
- 湯浜峠